# San Miguel de Abi

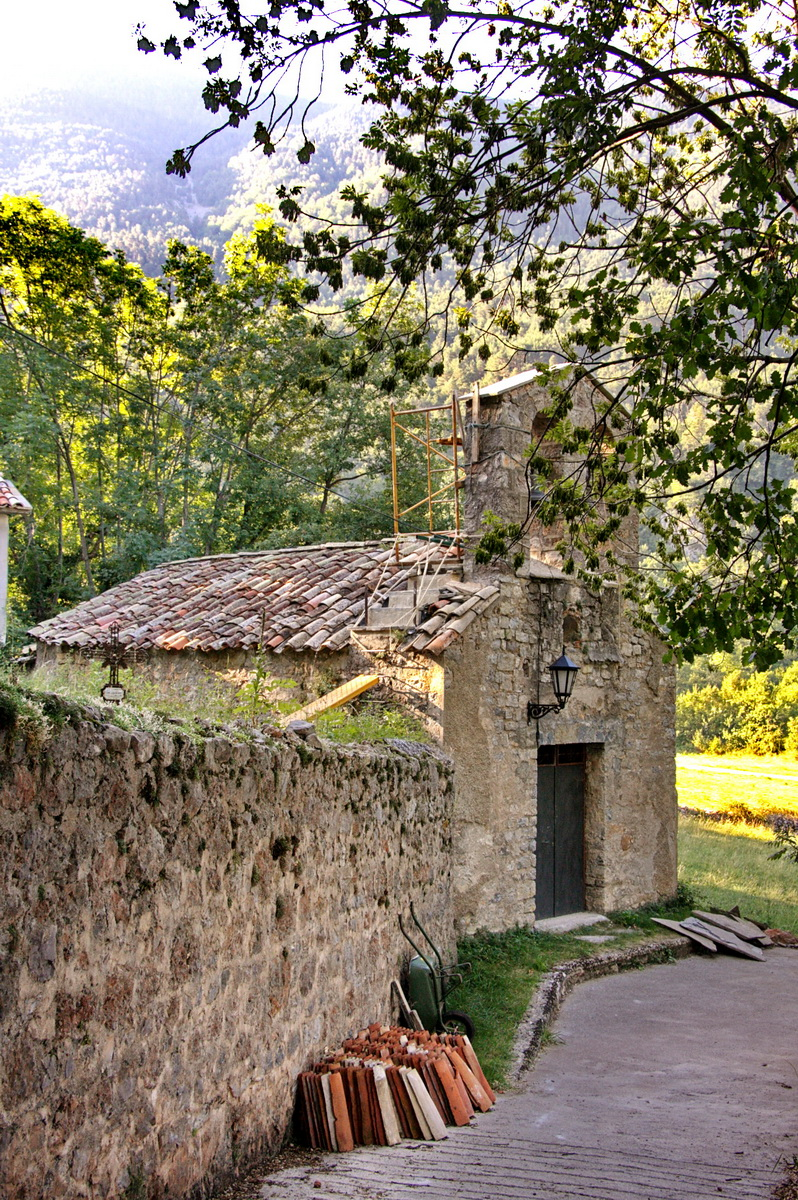
Kirche San Miguel de Abi

Die Pfarrkirche San Miguel de Abi (katalanisch Sant Miquel d'Abí) in Seira, einer Gemeinde in der spanischen Provinz Huesca der Autonomen Region Aragonien, wurde im 12. Jahrhundert errichtet. Die im Ortsteil Abí befindliche Kirche ist ein geschütztes Baudenkmal (Bien de Interés Cultural).

## Beschreibung
Die dem Erzengel Michael geweihte Kirche ist einschiffig und schließt mit einer halbrunden Apsis. Eine kleine Kapelle ist an der Südseite angebaut. Die Kirche aus Quadersteinen ist mit Ziegeln gedeckt. Auf dem Dach sitzt ein offener Glockenturm (Espadaña). Ein einfaches Portal befindet sich an der Westfassade. Die kleine romanische Kirche besitzt eine Empore an der Westseite.